# Понсе, Лола
Пао́ла Фабиа́на По́нсе (исп. Paola Fabiana Ponce, известна как Ло́ла По́нсе (исп. Lola Ponce; род. 25 июня 1977, Капитан-Бермудес, Санта-Фе, Аргентина) — аргентинская певица, актриса и фотомодель.

## Биография
Родилась 25 июня 1977 года в семье музыкантов, участвовала в детских конкурсах. В 1998 году сыграла роль в телесериале «Детвора». Поступила в Университет Буэнос-Айреса, но оставила обучение ради музыкальной карьеры.
В 2001 году вышел первый альбом «Inalcanzable». В 2002 году исполнила партию Эсмеральды в итальянской постановке популярного мюзикла «Нотр-Дам де Пари». В 2004 году вышел англоязычный альбом «Fearless».
В 2008 году выпустила третий студийный альбом «Il diario di Lola», содержащий песни на испанском, итальянском и английском языках. Дуэт Лолы Понсе и Джо Ди Тонно стал победителем музыкального фестиваля Сан-Ремо с песней «Colpo di fulmine».
В 2010 году участвовала в аргентинской версии телешоу «Танцы со звёздами» (Bailando 2010). В том же году вышел сборник песен «Lola».
Сыграла роли в нескольких телесериалах и кинофильмах.

## Личная жизнь
Понсе пять лет встречалась с итальянским адвокатом Мануэлем Маленотти, с 2005 до 2010. В настоящее время встречается с Аароном Диасом. Пара начала встречаться после встречи на съемках теленовеллы «El Talisman». 27 февраля 2013 года у пары родилась дочь Эрин Диас. 16 августа 2014 года родилась их вторая дочь Реджина Диас.

## Дискография
- Inalcanzable, 2001
- Fearless, 2004
- Il diario di Lola, 2008
- Lola, 2010